# 摂津高親
摂津 高親（せっつ の たかちか）は、鎌倉時代末期の武士・吏僚。北条氏得宗家被官である御内人。

## 出自
摂津氏は、藤原頼経が鎌倉幕府4代将軍に推挙されて鎌倉に下向した際、随伴して侍読を担当し、そのまま幕府の吏僚となった中原師員（大外記、摂津守）の子孫である。文官の中では、長井氏に継ぐ家格であり、師員以来、師連、親致、そして親鑑と代々評定衆として幕府に出仕し幕政に参画した。

## 略歴
能吏として優れ、幕府中枢で重用されていた摂津親鑑の子として誕生（親鑑の弟とする系図もある）。
高親も得宗・北条高時に仕えて引付衆を務めたようである。また、元徳2年（1330年）2月の段階では官途奉行であったことが判明している。
『太平記』によれば、鎌倉幕府滅亡時に高時らと共に自害した人物の中に「摂津宮内大輔高親」が含まれており、これを信ずるならば、父と同様に、元弘3年/正慶2年（1333年）の東勝寺合戦で自害したことになる。尚、『尊卑分脈』の中原氏略系図によれば、子に時親（ときちか、宮内大輔・左近大夫）、孫に能連（よしつら、宮内大輔）がいる。また、親鑑の叔父にあたる摂津親秀の系統が能連の子である能淳の所領を継承したとみられる形跡があることから、能淳の没後に高親の系統が断絶した可能性が高い。なお、親秀の子孫は後に摂津氏の嫡流になって摂津晴門らを輩出している。